# Instinctus Bestialis
Instinctus Bestialis è il nono album in studio del gruppo musicale norvegese Gorgoroth, pubblicato nel 2015.

## Tracce
1. Radix Malorum – 3:14
2. Dionysian Rite – 4:05
3. Ad Omnipotens Aeterne Diabolus – 5:45
4. Come Night – 2:41
5. Burn in His Light – 4:02
6. Rage – 4:03
7. Kala Brahman – 5:23
8. Awakening – 2:07

## Formazione
- Atterigner – voce
- Infernus – chitarre
- Bøddel – basso
- Asklund – batteria